# 20 франків (Дебюссі)
20 франків (Дебюссі) — французька банкнота, ескіз якої розробили 9 серпня 1980 року, випускалася в обіг Банком Франції з 6 жовтня 1981 року до введення євро в 2002 році

## Історія

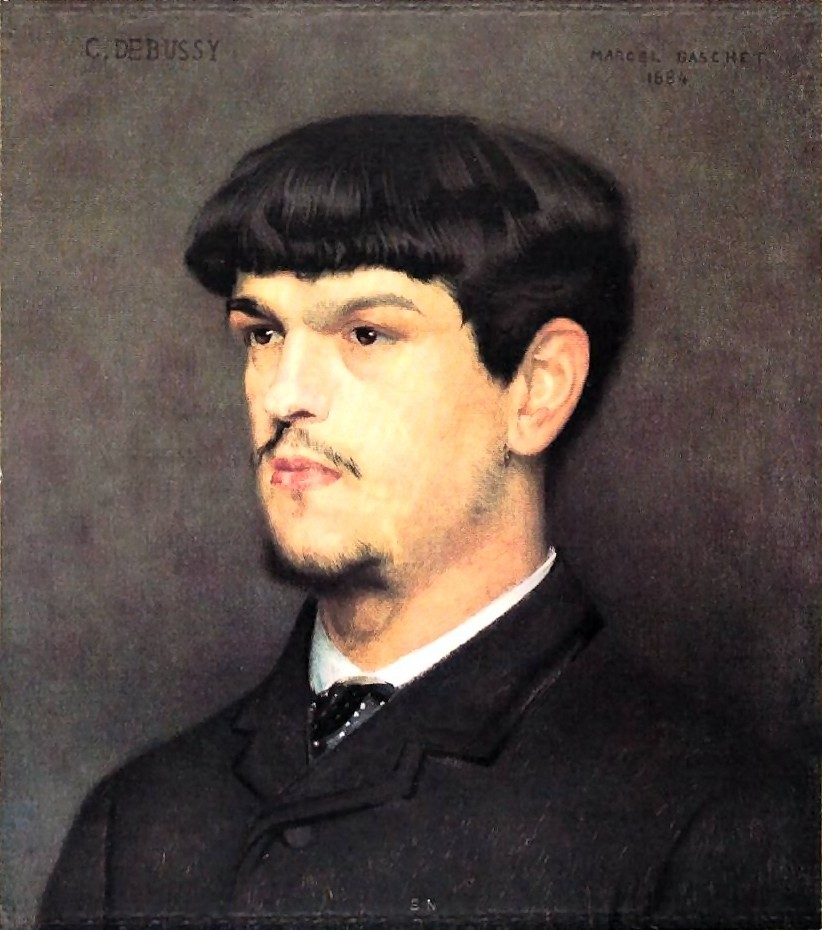
Клод Дебюссі — знаменитий французький композитор, піаніст, диригент, музичний критик.

Це остання французька банкнота номіналом 20 франків. Як і інші банкноти, вона була замінена на євро (була в обігу разом з банкнотами — 50 франків Екзюпері, 100 франків Сезанн, 200 франків Гюстав Ейфель і 500 франків П'єр і Марія Кюрі), переставши бути законним платіжним засобом з 18 лютого 2002. Двадцять франків Дебюссі" з'явилася дуже пізно, в порівнянні з заміною інших банкнот. До цього 20 франків з зображенням рибака була в обігу з 1942 по 1950 рік, її змінила жовта монета номіналом 20 франків, яка в 1960 році була замінена на монету 20 сантимів.

## Опис
Авторами банкноти стали художник Бернар Тюрель і гравер Жак Жубер.
Аверс: Портрет Клода Дебюссі написаний французьким художником Марселем Башетом (фр. Marcel Baschet) (1884), за ним зображено море, символ його твору — «Море». 
Реверс: той же портрет Дебюссі, на задньому плані парк. Парк є символом сцени «Фонтан в парку» з опери «Пеллеас і Мелізанда». Опера вперше поставлена в квітні 1902 року.
Водяний знак зображує обличчя Дебюссі. У 1990 році використаний новий елемент захисту французьких банкнот, захисна нитка вшита в аркуш паперу. Розміри банкноти становлять 140 мм х 75 мм.

## Джерело
- Перелік французьких банкнот [Архівовано 14 квітня 2012 у Wayback Machine.]
- Сайт нумізматики та боністики Франції